# Buchloch
Buchloch (oberfränkisch: Buchluch) ist ein Gemeindeteil des Marktes Thurnau im Landkreis Kulmbach (Oberfranken, Bayern). Buchloch liegt in der Gemarkung Hutschdorf.

## Geographie
Die Einöde liegt am Fuße der bewaldeten Anhöhe Höhe (377 m ü. NHN, 0,8 km südwestlich). Ein Anliegerweg führt über Katzenlohe nach Hörlinreuth (0,8 km südwestlich).

## Geschichte
Buchloch wurde 1641 erstmals urkundlich erwähnt. Der Ortsname erhielt seinen Namen aufgrund des benachbarten Waldgebietes Kleine Buch.
Gegen Ende des 18. Jahrhunderts bestand Buchloch aus einem Anwesen. Das Hochgericht übte das bayreuthische Stadtvogteiamt Kulmbach aus. Die Grundherrschaft über das Gütlein hatte das Kastenamt Kulmbach.
Von 1797 bis 1810 unterstand der Ort dem Justiz- und Kammeramt Kulmbach. Mit dem Gemeindeedikt wurde Buchloch 1811 dem Steuerdistrikt Hutschdorf und 1812 der Ruralgemeinde Hutschdorf zugewiesen. Am 1. Januar 1972 wurde Buchloch im Zuge der Gebietsreform in Bayern in den Markt Thurnau eingegliedert.

### Baudenkmal
- Haus Nr. 43: Einzelgehöft

### Einwohnerentwicklung
| Jahr      | 001809 | 001818 | 001861 | 001871 | 001885 | 001900 | 001925 | 001950 | 001961 | 001970 | 001987 |
| Einwohner | 5      | 8      | 4      | 3      | 5      | 9      | 4      | 6      | 3      | 2      | 1      |
| Häuser    |        | 1      |        |        | 2      | 1      | 1      | 1      | 2      |        | 1      |
| Quelle    | [ 11 ] | [ 8 ]  | [ 12 ] | [ 13 ] | [ 14 ] | [ 15 ] | [ 16 ] | [ 17 ] | [ 18 ] | [ 19 ] | [ 1 ]  |

## Religion
Buchloch ist evangelisch-lutherisch geprägt und nach St. Johannes der Täufer (Hutschdorf) gepfarrt.